# Dingras
Dingras è una municipalità di quarta classe delle Filippine, situata nella Provincia di Ilocos Norte, nella Regione di Ilocos.
Dingras è formata da 31 baranggay:
- Albano (Pob.)
- Bacsil
- Bagut
- Baresbes
- Barong
- Bungcag
- Cali
- Capasan
- Dancel (Pob.)
- Elizabeth
- Espiritu
- Foz
- Guerrero (Pob.)
- Lanas
- Lumbad
- Madamba (Pob.)

- Mandaloque
- Medina
- Parado (Bangay)
- Peralta (Pob.)
- Puruganan (Pob.)
- Root (Baldias)
- Sagpatan
- Saludares
- San Esteban
- San Francisco (Surrate)
- San Marcelino (Padong)
- San Marcos
- Sulquiano (Sidiran)
- Suyo
- Ver (Naglayaan)